# Bulciago
Bulciago (Bülciàch o Bilciàch in dialetto brianzolo) è un comune italiano di 2 906 abitanti della provincia di Lecco in Lombardia. Si trova in Brianza su due colline all'incrocio tra la strada statale 36 e la ex strada statale 342 Briantea.

## Geografia fisica
È bagnato dalle rogge Lambro di Molinello e Rio Gambaione che insieme si uniscono per formare il torrente Bevera di Bulciago, affluente del torrente Lambro.

## Origini del nome
Il suo nome pare derivare da un Bubulcius cioè terra di Bubulcio, forse un condottiero romano.

## Storia
Ritrovamenti del passato sono tombe gallo-romane e longobarde con relativi corredi.
Nel 1233 il comune di Bulciago si era dotato di statuti propri.
Al 920 risale invece la prima attestazione della corte di Bulciago, commenda affidata al Capitolo del Duomo di Monza da Berengario del Friuli.
Sotto il Ducato di Milano, il territorio bulciaghese fece parte del Feudo delle Tre Pievi, affidato dapprima ai Brebbia e in seguito ai Sormani (1648).
Un bulciaghese, Eligio Panzeri, partecipò alla spedizione dei Mille.

### Simboli
Lo stemma, sobrio e semplice, ha una storia e un significato preciso e secondo quanto affermano i documenti, rivelerebbe le caratteristiche agricole e industriali che il comune di Bulciago aveva all'epoca della sua creazione, nell'anno 1965.
- Nella ruota d'oro, dentata — si legge nel testo relativo al progetto dello stemma, elaborato dallo studio araldico di Genova — vogliamo simboleggiare le industrie sorte in Bulciago che danno benessere alle maestranze operaie che vi lavorano. Uno stemma quindi legato al popolo, ai cittadini e non, come per molti stemmi civici, alle maggiori e più importanti famiglie del paese.
- La fascia d'argento, sottostante la ruota dentata, vuole simboleggiare il complesso stradale di Bulciago, le vie di comunicazione con i paesi limitrofi e i principali centri, agricoli e commerciali della provincia, a quell'epoca ancora rappresentata da Como.
- Nella bordura di azzurro — si legge ancora nel documento — vogliamo rammentare il corso del fiume Lambro che vi scorre vicino. Un simbolo che doveva quindi richiamare la vera natura di Bulciago, un paese che aveva “una superficie di 270 ettari circa, assai fertile, fonte di cereali, fieno, legname, con stabilimenti per la tessitura e la plastificazione dei tessuti”.

Pur nella sua immediatezza e semplicità, lo stemma civico racchiude quindi una grossa parte della cultura, della natura e della storia di Bulciago. E ogni colore, ogni simbolo del suo disegno, richiama un significato profondo, tanto importante da essere stato scelto, anni fa, come essenza e anima di questo paese. Il decreto del Presidente della Repubblica Giuseppe Saragat, di concessione dello stemma e del gonfalone al Comune di Bulciago, porta la data del 3 gennaio 1966. Fu trascritto nel Registro Araldico dell'Archivio Centrale dello Stato in data 14 marzo 1966.
Il gonfalone è un drappo partito di rosso e di azzurro.

## Monumenti e luoghi d'interesse
Molto antica e caratteristica è la chiesa di Santo Stefano (VIII-IX secolo), quella di San Francesco (XVII secolo) e la quella parrocchiale di San Giovanni Evangelista (XIX secolo) costruita sulla demolita chiesa cinquecentesca. Caratteristico è il santuario dei Morti dell'Avello intitolato alla Madonna del Carmine (XX secolo). La Villa Taverna ora Riccardi (inizio secolo XIX) con il suo parco e il suo viale prospettico verso la piazza Aldo Moro, domina il centro paese.

### Architetture religiose

#### Chiesa di Santo Stefano
Nell'abitato della frazione Bulciaghetto si trova un importante, ma poco conosciuto oratorio, la chiesa di Santo Stefano. Nel cuore del Medioevo, tra il X e il XIII secolo, Bulciago fu il centro di una corte regia, cioè di un territorio che pur appartenendo all'imperatore, era affidato all'amministrazione della chiesa di Monza, erede dell'antica autorità longobarda della regina Teodolinda. Per Bulciaghetto probabilmente transitava una strada di una certa importanza che conduceva ad Incino (Erba). Proprio all'altezza di un crocevia sorgeva la chiesetta di Santo Stefano (ad Carubium Sancti Stefani). La straordinaria antichità di questa chiesa viene attestata non solo dalla dedicazione, ma dalla sua struttura architettonica che, nonostante i pesanti rifacimenti avvenuti nel 1936 (innalzamento dell'edificio), permette di datare la sua costruzione all'epoca carolingia, fine VIII secolo, inizio del IX secolo.

#### Chiesa di S. Francesco
A Bulciago, sul colle di Campolasco, luogo già in età tardo romana e medioevale ritenuto di comune proprietà della popolazione “campascua”, si erge dal 1600 il sobrio edificio della chiesa di San Francesco. Il 5 febbraio 1247 l'arciprete di Monza, da cui sin dal 920 Bulciago dipendeva, in seguito ad una donazione del re longobardo Berengario I, venne a Bulciago e presso la chiesa di San Giovanni Evangelista elesse come amministratore un certo Cremelino de “Campo Cremelasco”. Fra i molti testimoni della cerimonia d'investitura, c'era frà Alberto de Leonis, ministro della casa degli Umiliati di Bulciago. In questo documento ci sono due notizie importanti: troviamo per la prima volta quello che si ritiene l'antico nome di Campolasco (Campo Cremelasco) e il riferimento all'esistenza di una casa dei frati Umiliati a Bulciago. Le case degli Umiliati erano frequenti in Brianza e sulle sponde del Lario, anche per l'opera e l'influsso di Giovanni Oldrati da Meda. Oltre alla lavorazione della lana, si dedicavano anche all'accoglienza di pellegrini e viandanti; per questo le loro case sorgevano spesso fuori dai centri abitati. Non esistono prove certe, ma è ipotizzabile che si tratti della ex cascina di Campolasco.

#### Chiesa di S.Giovanni Evangelista
Non si conosce l'epoca precisa dell'erezione della parrocchia di San Giovanni Evangelista, ma si ritiene che non debba essere avvenuta prima del 1500, perché l'unico documento di antica data esistente nell'archivio parrocchiale, è quello della visita pastorale, fatta personalmente da san Carlo Borromeo nell'agosto 1571. Prima di quell'epoca, cioè dal 1300 alla venuta di san Carlo, non si parla di parrocchia, ma di comunità, alla quale presiedeva un cappellano detto rettore. L'attuale chiesa venne edificata al posto della vecchia, di cui si conserva solo il campanile, negli anni 1829-1830, su disegno e progetto dell'architetto Magistretti di Como, mediante il generoso concorso dei proprietari locali e la prestazione gratuita di tutti i parrocchiani. Fu poi decorata dell'affresco, tuttora esistente, sulla volta della navata centrale, raffigurante San Giovanni Evangelista, lavoro pregevole del pittore Sabatelli. Dal 1885 al 1899 si restaurarono la facciata, il campanile e si collocò il nuovo concerto di campane in “re maggiore” della ditta Barrigozzi di Milano. Si rimise a nuovo l'antico e pregiatissimo stendardo di stile barocco, regalato verso il 1700 dal vescovo mons. Dalla Beretta, proprietario di Villa Taverna e l'organo della chiesa per cura del sig. Ermolli di Varese. Nel 1910 venne ampliata la chiesa parrocchiale e i due locali ad uso sacrestia su disegno del sacerdote Giuseppe Brenna, notificato dall'ing. Luigi Arnaboldi di Milano. Si costruirono le due navate laterali di S. Caterina e dell'Addolorata. Dal disegno originario risulta tuttavia che la chiesa sarebbe dovuta essere in un secondo tempo allungata. Nel 1928 si inizia la costruzione dell'asilo, su progetto del parroco don Davide Canali. Viene inaugurato due anni dopo, in occasione del 25º anniversario di ordinazione del parroco don Canali e arrivano le prime suore della congregazione del Preziosissimo Sangue di Monza. Dopo vari interventi di ristrutturazione, si è da poco completata la nuova ala dell'edificio, fortemente voluta dall'attuale parroco, don Celeste Dalle Donne, la quale fu inaugurata in occasione della visita pastorale dell'arcivescovo Tettamanzi il giorno della festa della Madonna del Carmine.

#### Santuario dei Morti dell'Avello
È intitolato alla Madonna del Carmine. Ogni anno, il 16 di luglio si celebra la festa della Madonna del Carmine. A Bulciago, nella frazione Bulciaghetto, sorge il santuario a lei dedicato e comunemente detto "Madonna dei morti dell'Avello", (in dialetto dei mort del navel) che rappresenta uno dei più importanti monumenti legati al culto mariano della Brianza lecchese. Le varianti della denominazione del santuario sono da ricercare nel lontano passato, in particolare nelle pestilenze che si abbatterono sulla zona tra il 1500 e il 1600, provocando una vera e propria strage. Come in tutti gli altri paesi, anche a Bulciago fu scelto un luogo lontano dal centro abitato per seppellire i morti in una fossa comune (detta in dialetto fupòn) e come in molti altri paesi della Brianza, anni dopo sopra la fossa fu costruita una cappella a ricordo del tragico evento e delle sue sfortunate vittime. Questa fu l'origine dell'attuale santuario, che in realtà fu costruito solo all'inizio del secolo, quando l'antica cappella dei morti del secolo XVII era ormai cadente. Nel giugno 1905 il Santuario era ultimato, grazie anche al contributo di tutta la popolazione, che era molto legata a questo luogo. I lavori furono eseguiti dall'impresa del capomastro Paolo Usuelli di Costa Masnaga; la spesa finale, compreso l'acquisto dell'area, come compare dal registro dell'amministrazione della chiesa, ammontò a lire 13.932,45.

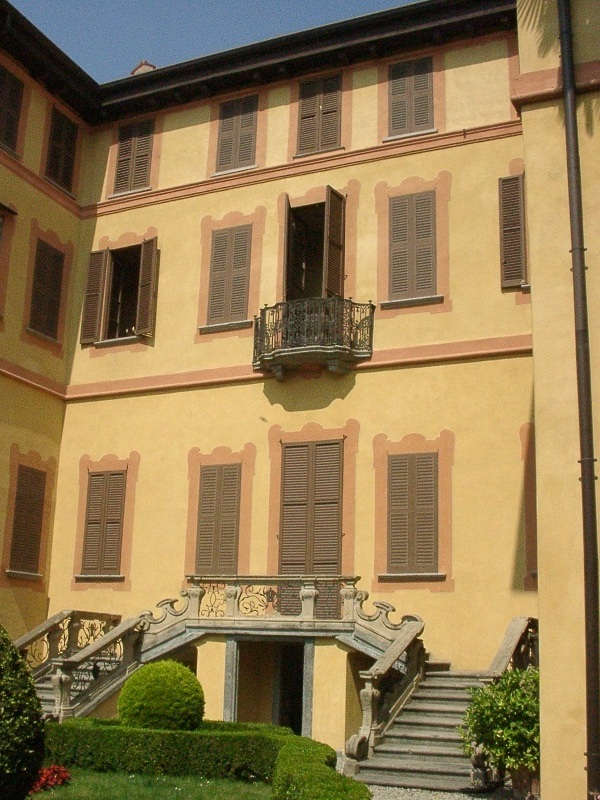
Villa Taverna-Riccardi

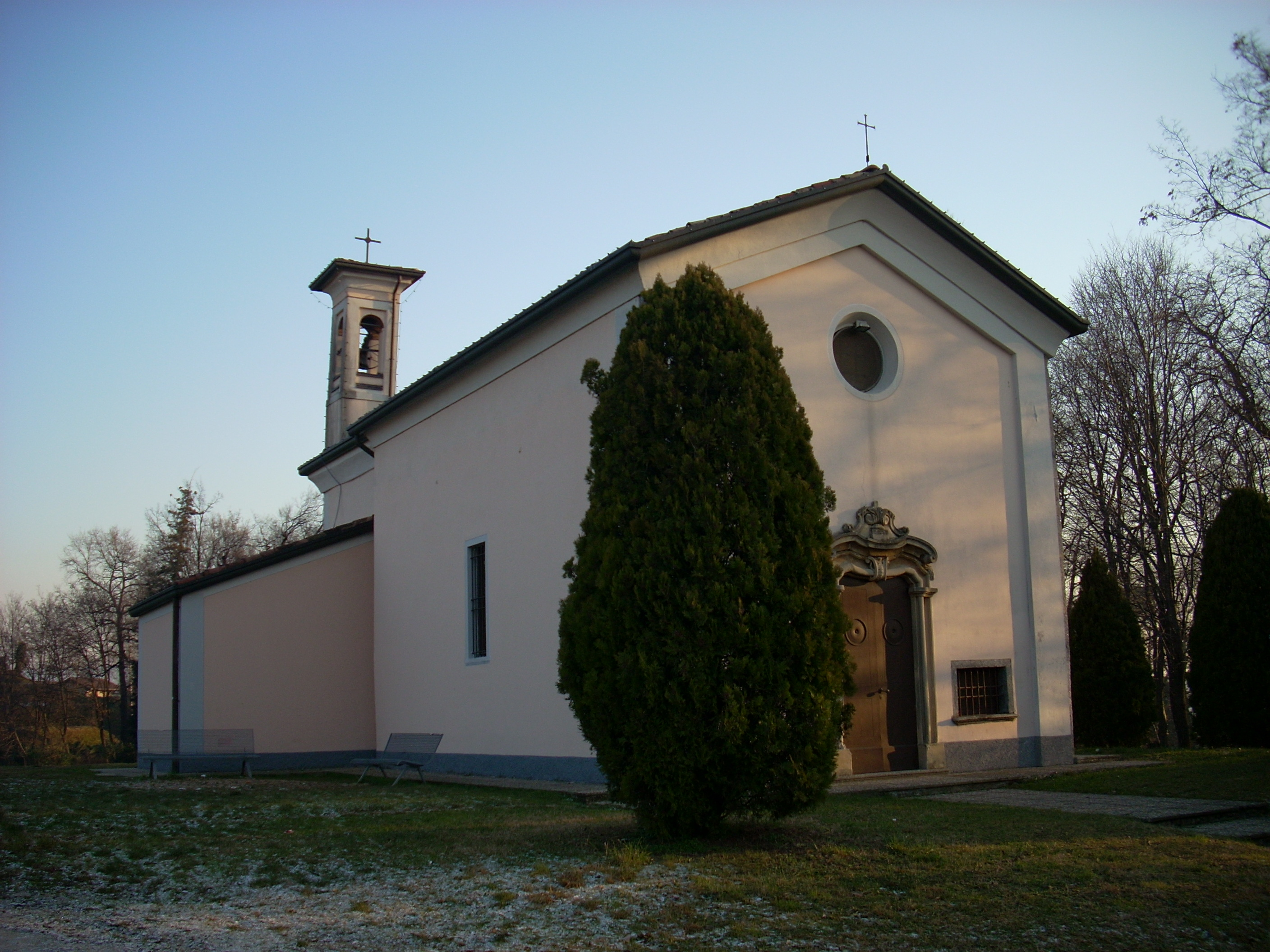
Chiesa dei Santi Cosma e Damiano

#### Chiesa dei Santi Cosma e Damiano
È del tutto ignota l'epoca nella quale l'oratorio dei Santi Cosma e Damiano venne costruito. Certamente esisteva nel 1300, perché il cappellano rettore della chiesa di San Giovanni Evangelista di Bulciago era anche rettore dell'oratorio dei Santi Cosma e Damiano. Nell'anno 1718, grazie all'autorizzazione del cardinale Odescalchi, venne aggiunta l'attuale sacrestia. In questo ultimo ventennio la chiesetta è stata oggetto di vari interventi di manutenzione e nell'anno 1991 è stata radicalmente consolidata e restaurata.
All'interno, la chiesa conserva un affresco del XVI secolo.

### Architetture civili

#### Villa Taverna ora Riccardi
La costruzione dell'inizio secolo XIX è una delle più significative ville tipiche della Brianza. Villa Taverna, successivamente divenuta Pegazzano Riccardi, costituisce un interessante esempio barocchetto di primaria importanza. La villa è separata dal contesto urbano da una quinta costituita da un muro semicircolare ad esedra che delimita la corte privata. Partendo dall'esedra, i volumi crescono verso la villa attraverso alcuni corpi secondari.

#### Piazza Aldo Moro
È la piazza centrale del paese, su cui affacciano le poste, bar, uffici, edicola, minimarket e altre attività. In questa piazza si svolgono anche gli eventi e le manifestazioni.

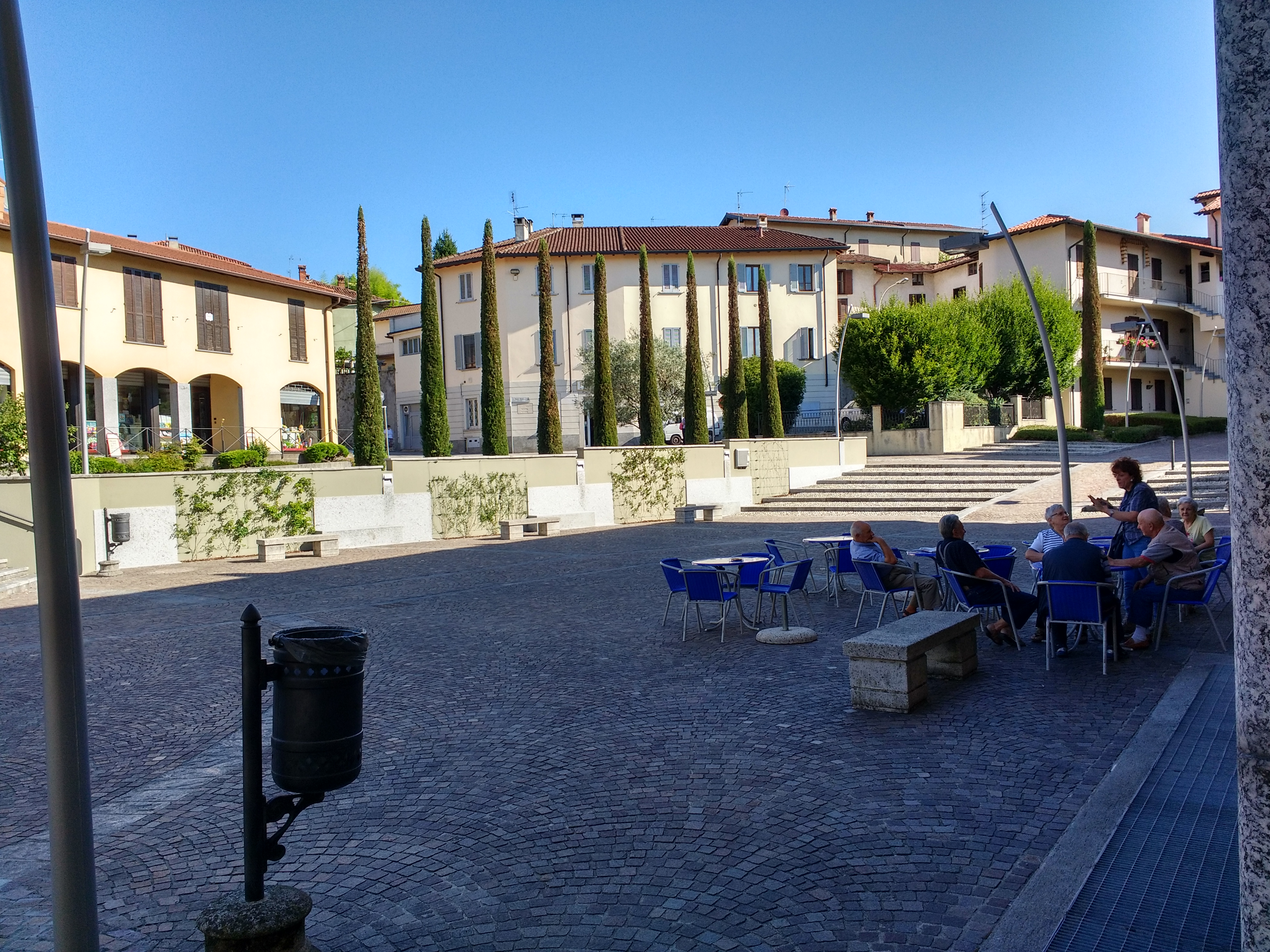
La piazza centrale Aldo Moro ristrutturata

### Aree naturali

#### Il piantone della Bella Veduta
Alla sommità del territorio di Bulciago, salendo in località Belvedere, si giunge ad una collina rialzata nei tempi per realizzare uno di quei punti panoramici voluti dai nobili locali che ne fecero, in quel periodo, una moda. Da questa collina si domina a 360 gradi tutto l'abitato e una vasta zona della Brianza, spingendosi l'occhio verso un orizzonte che pare infinito. Questo luogo, che proprio per la sua bellezza ha dato il nome di "Bella Veduta" all'abitato circostante, è sempre rimasto nel cuore dei bulciaghesi.
Al centro della collina si erge una pianta ultracentenaria, chiamata popolarmente il Piantone, del tipo ”Sophora Japonica”. Il tempo, le avversità naturali, l'incuria dell'uomo, hanno lasciato evidenti tracce e la lussureggiante chioma non esiste più. Uno studio di valorizzazione ambientale eseguito dalla sezione WWF di Lecco, con la piantumazione di una “Sophora” sorella che sostiene l'antico tronco, sembra aver ridato vitalità al nobile “Piantone”. Ai margini, essenze arboree autoctone e alcuni manufatti in legno, rendono gradevole la visita e la sosta. Chi visitasse il luogo avrà la possibilità di avere un orientamento grazie alla realizzazione a terra dei quattro punti cardinali.
La volontà a mantenere questo habitat ad un ottimo livello di fruibilità e l'amore per l'ambiente, hanno spinto l'amministrazione ad organizzare giornate per il recupero dell'area boschiva adiacente al Piantone, con il concorso di molti cittadini bulciaghesi.

## Società

### Evoluzione demografica
- 396 nel 1751
- 466 nel 1803
- annessione a Barzago nel 1809
- 827 nel 1853

Abitanti censiti

1. 1 2   Bilancio demografico mensile anno 2024 (dati provvisori), su demo.istat.it, ISTAT.
2. ↑  
Comune di Bulciago - Cenni Storici
3. ↑   Classificazione sismica (XLS), su rischi.protezionecivile.gov.it.
4. ↑   Tabella dei gradi/giorno dei Comuni italiani raggruppati per Regione e Provincia (PDF), in Legge 26 agosto 1993, n. 412, allegato A, Agenzia nazionale per le nuove tecnologie, l'energia e lo sviluppo economico sostenibile, 1º marzo 2011,  p. 151. URL consultato il 25 aprile 2012 (archiviato dall'url originale il 1º gennaio 2017).
5. ↑   AA. VV. Dizionario di toponomastica. Storia e significato dei nomi geografici italiani, 1996, Milano, Garzanti,  p. 106.
6. 1 2 3 4 5  Borghese, p. 116.
7. ↑  Marcora, p. 11.
8. ↑   Stemma civico, su Comune di Bulciago.
9. ↑   Bulciago, decreto 1966-01-03 DPR, concessione di stemma e gonfalone, su Archivio Centrale dello Stato. URL consultato il 30 maggio 2024.
10. ↑  Belloni et al., p. 249.
11. ↑  Statistiche I.Stat ISTAT  URL consultato in data 28-12-2012.
Nota bene: il dato del 2021 si riferisce al dato del censimento permanente al 31 dicembre di quell'anno. Fonte:  Popolazione residente per territorio - serie storica, su esploradati.censimentopopolazione.istat.it.

### Lingue e dialetti
Oltre alla lingua italiana, a Bulciago è utilizzato il locale dialetto brianzolo, una variante della lingua lombarda. Attualmente, l'uso del brianzolo sta lentamente regredendo, anche se in misura minore di altri dialetti lombardi, soprattutto quelli parlati nelle città.

### Religione

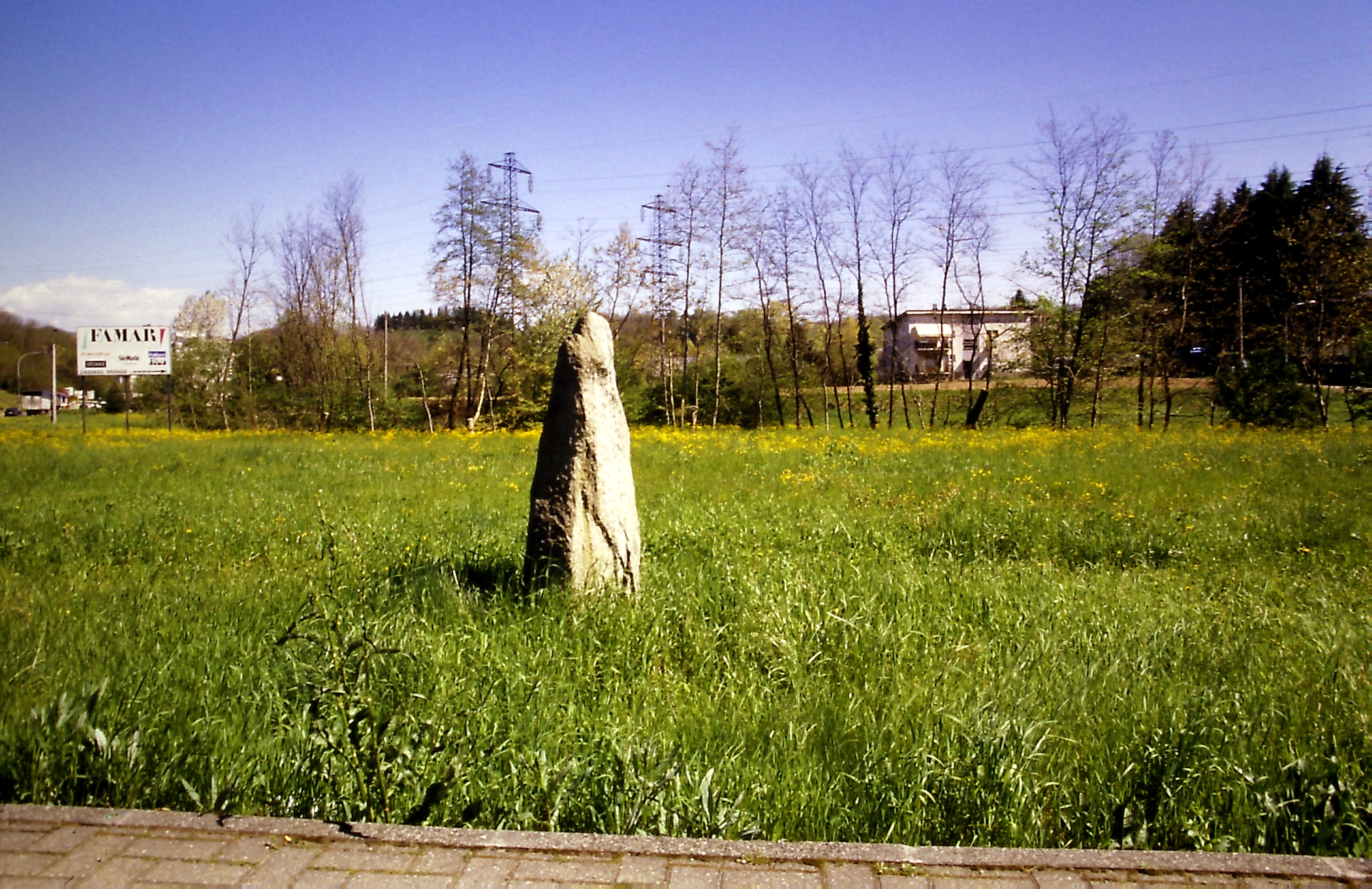
Menhir di Bulciago

La principale confessione religiosa a Bulciago è quella cattolica. La liturgia come in buona parte dell'arcidiocesi di Milano segue il rito ambrosiano, che prevede, tra le altre particolarità, l'adozione di un lezionario, un messale e un calendario liturgico differenti da quelli del rito romano.

### Istituzioni, enti e associazioni
Associazioni e gruppi iscritte all'albo comunale:
- Associazione Vaj
- Associazione Terza età
- Associazione Namastè
- Gruppo missionario Aiutiamoli a vivere
- Gruppo sportivo OratorioBulciago
- Gruppo Amici della montagna Bulciago Gamb
- Gruppo di Bulciago dell'associazione Mani tese
- Associazione musicale Oliviero Fusi
- Associazione Amici della paraplegia
- Associazione Bulciago's band
- Associazione Natura blu

## Cultura

### Piccolo museo della tradizione contadina
Risale ai primi decenni del XX secolo.

### Istruzione
Bulciago possiede due scuole:
- Scuola Materna parrocchiale "Sacro Cuore"
- Scuola Primaria Statale “Don Lorenzo Milani”, facente parte dell'istituto comprensorio di Costa Masnaga

La biblioteca, sita in via del Beneficio 1, fa parte del sistema bibliotecario della provincia di Lecco

## Geografia antropica

### Urbanistica

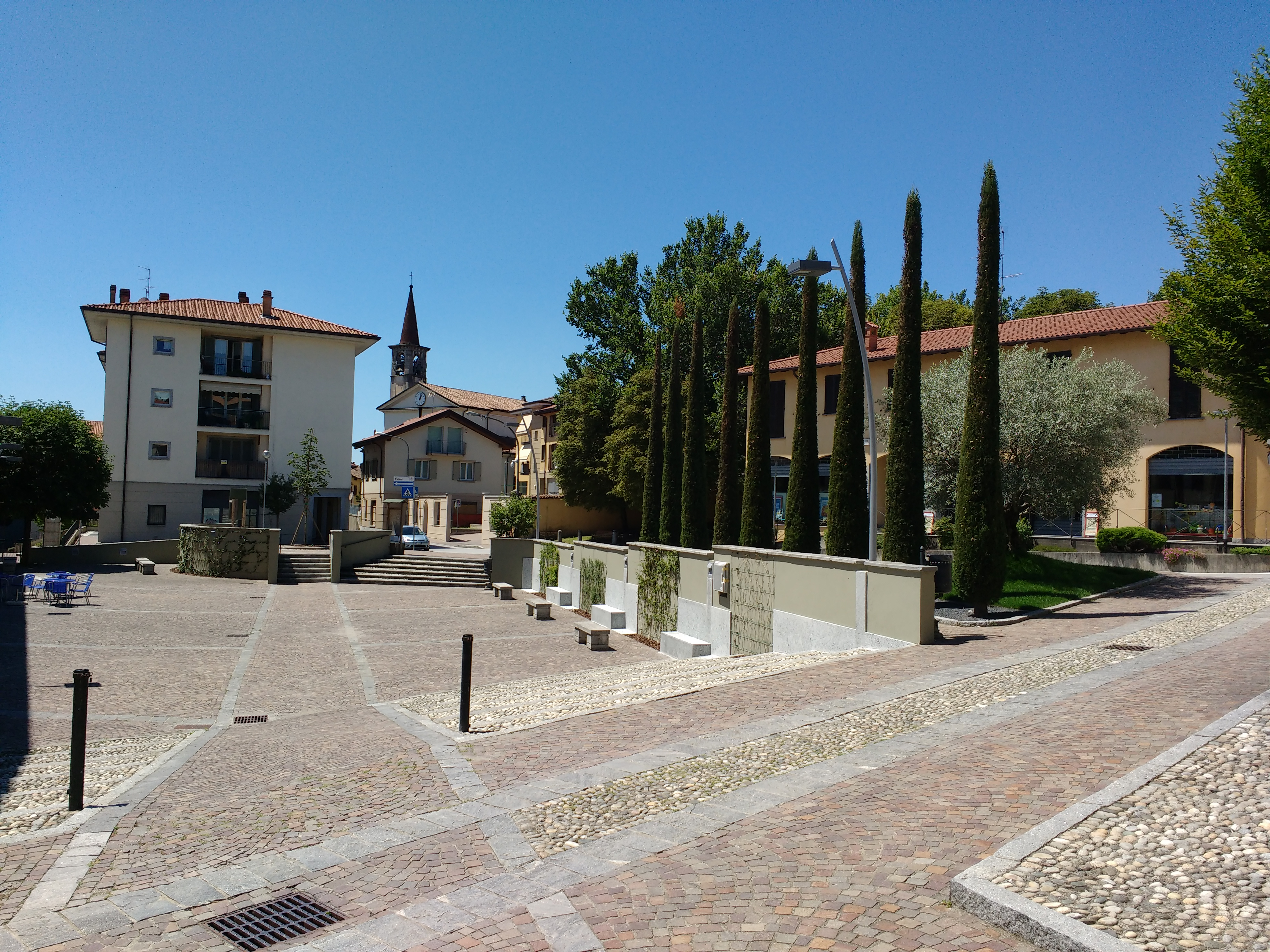
Vista di piazza Aldo Moro ristrutturata

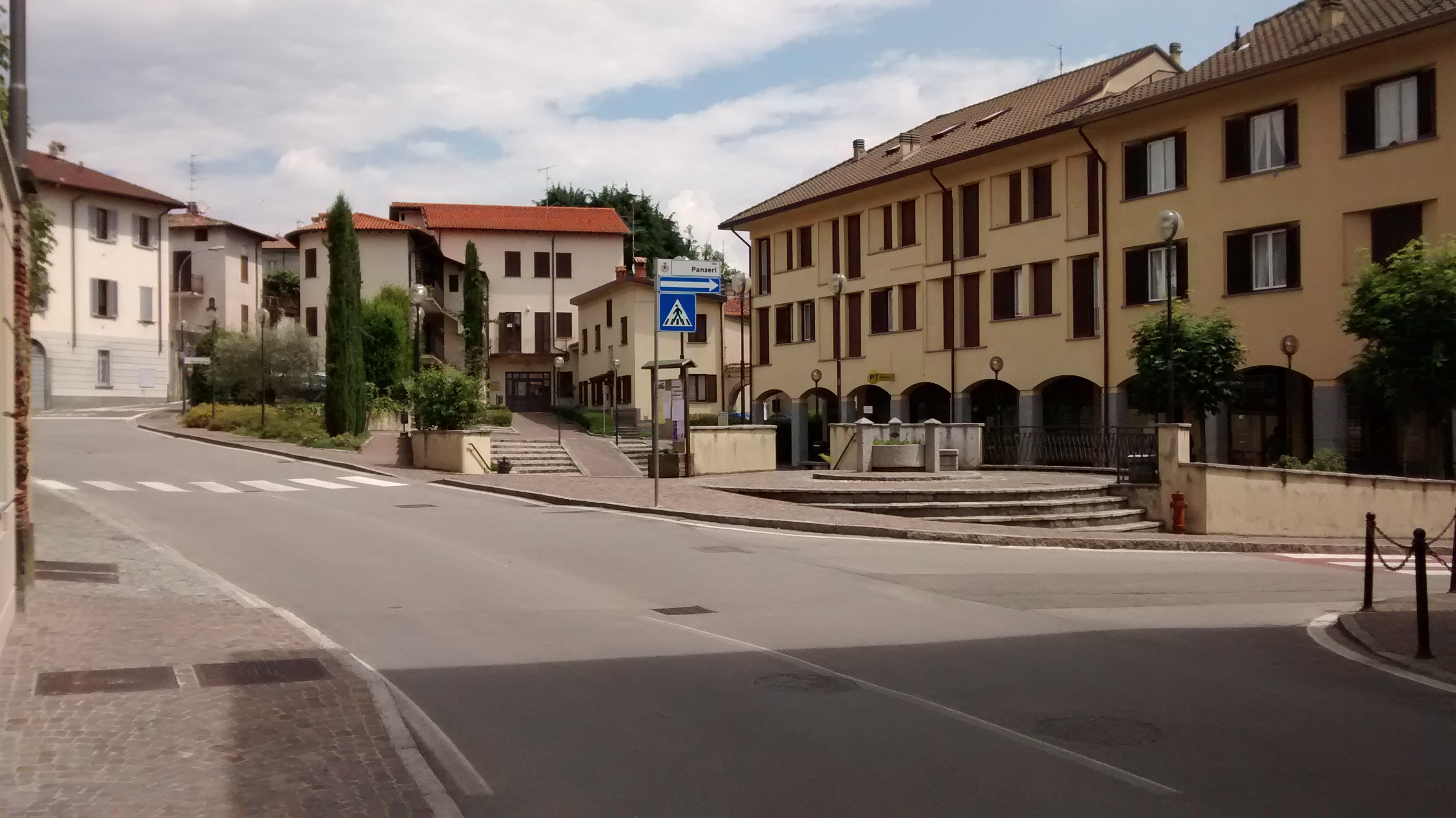
Piazza aldo moro Bulciago

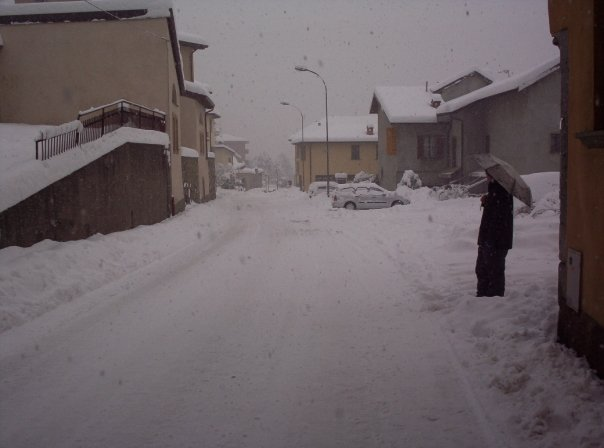
Nevicata Bulciago, anno 2005

Il territorio si presenta collinare con quote variabili tra 373 m s.l.m. (quota massima) e 273 m s.l.m. (quota minima). Il nucleo abitato è rappresentato dal centro di Bulciago, posto in posizione rilevata dalla località Bulciaghetto ubicata nella piana della Bevera di Bulciago, al confine con Cassago Brianza. Altre aree edificate ad uso industriale sono presenti diffusamente in tutte le zone pianeggianti. Nel centro storico è ubicato il nucleo antico di Bulciago, il cuore della cittadina, costituito da una serie di strade strette che lo attraversano. Ci sono poi piccoli nuclei storici sparsi, segni di vecchie abitazioni agricole, come il nucleo di Bulciaghetto (frazione staccata dal centro abitato), di Campolasco, le cascine Purgatorio, Paradiso, Portanea e Berio.

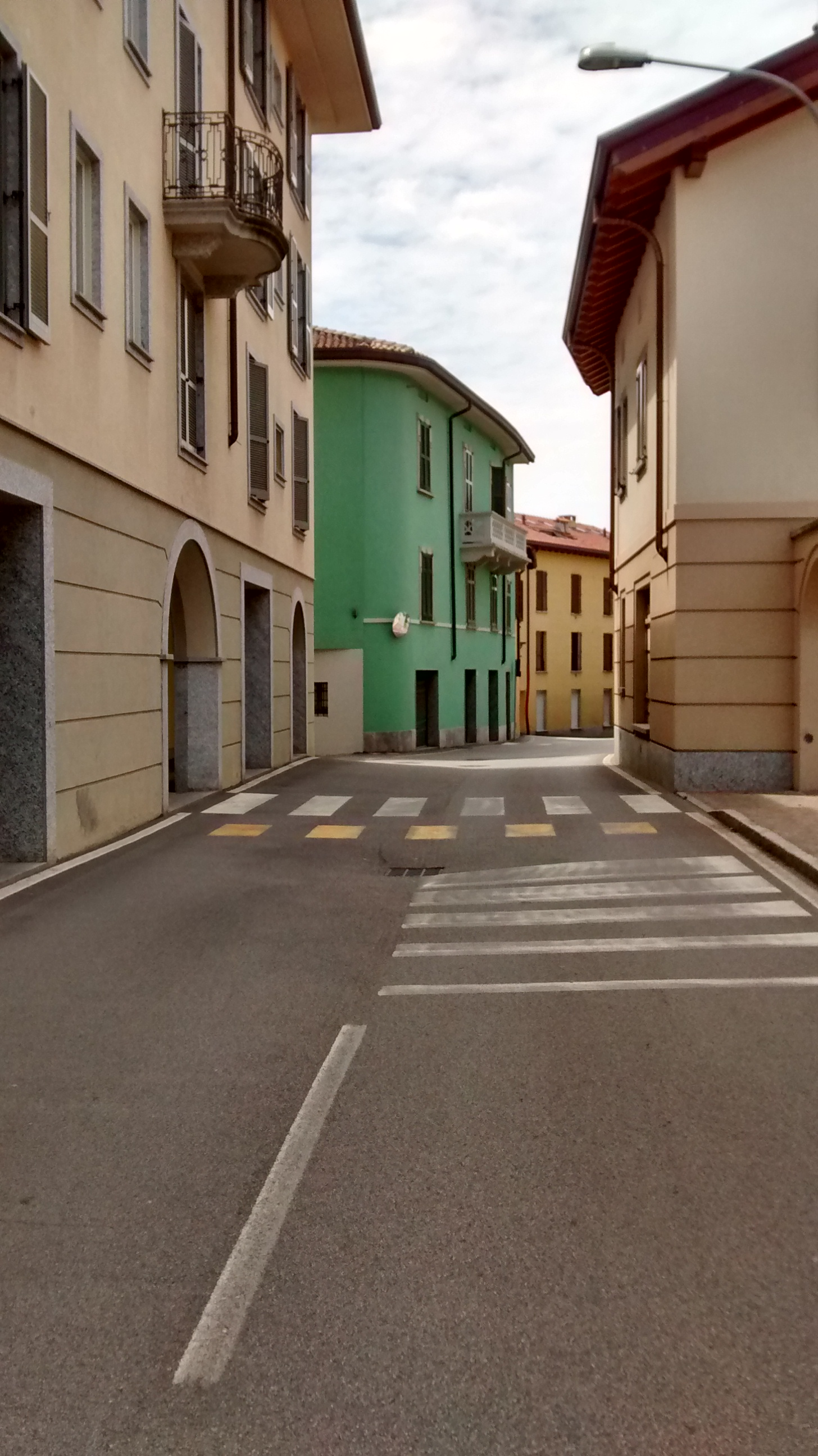
Via del centro storico di Bulciago

L'espansione urbanistica si è attuata soprattutto ad iniziare dagli anni ‘60: le aree urbanizzate occupano attualmente ca. 1,01 km² equivalenti al 32,5% del territorio comunale e interessano soprattutto la fascia centrale, compresa fra l'area agricoloboschiva della Portanea e l'area agricola di Berio. Il settore agricolo e verde privato occupa attualmente ca. 1,49 km² nelle conche di Berio, Campolasco, Portanea e nel rilievo di Bulciaghetto, equivalenti al 48 % del territorio comunale. Le aree boschive, intervallate da radure, sono presenti sui dossi a suoli sottili, inadatti all'agricoltura, della Portanea (al confine con Barzago e Garbagnate Monastero), a Berio, sopra i Morti dell'Avello, oltre che in piccole aree isolate; si estendono su ca. 0,5 km², equivalenti al 16 % del territorio comunale.

### Frazioni
Nel paese sono presenti due frazioni: Bulciaghetto e Campolasco.

## Economia
Bulciago ha sempre avuto una vocazione agricola. Nel XX secolo, durante gli anni del miracolo economico italiano sono fiorite, e nel tempo cresciute, molte attività sul territorio comunale, più precisamente produzione di prodotti tessili, chimici, meccanici e nel campo dell'edilizia.

## Infrastrutture e trasporti

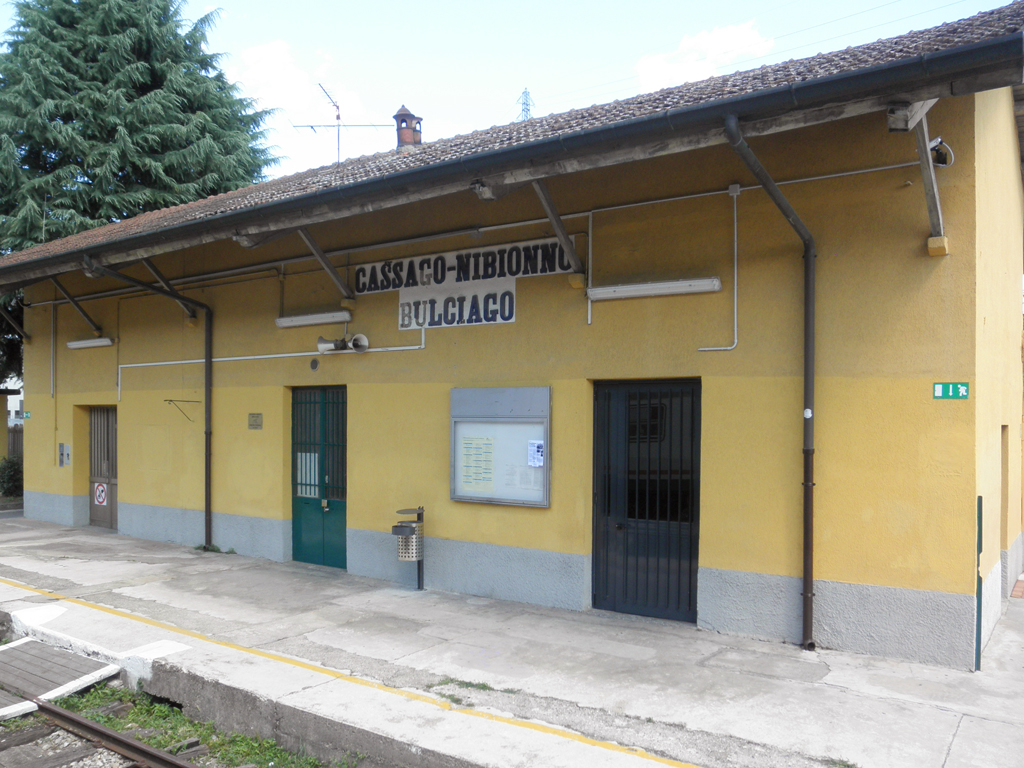
Stazione di Cassago-Nibionno-Bulciago

Il paese è ben collegato con la strada statale 36 (direttrice Milano-Lecco-Valtellina) e l'ex strada statale 342 Briantea (direttrice Bergamo-Como) quest'ultima attraversa il paese tra la frazione di Bulciaghetto e il centro storico.
È servito da alcune fermate del pullman (linee c46 - c47) e dalla stazione ferroviaria di Cassago-Nibionno-Bulciago della linea suburbana di Milano S7 Lecco-Molteno-Milano (capolinea stazione Porta Garibaldi) gestita dalla società Trenord.

## Amministrazione
| Periodo        | Periodo        | Primo cittadino | Partito      | Carica  | Note  |
| -------------- | -------------- | --------------- | ------------ | ------- | ----- |
| 25 maggio 2014 | 26 maggio 2019 | Luca Cattaneo   | Per Bulciago | Sindaco | [ 2 ] |
| 26 maggio 2019 | in carica      | Luca Cattaneo   | Per Bulciago | Sindaco | [ 2 ] |

## Sport
Nel comune di Bulciago è presente la Polisportiva Oratorio Bulciago nata dall'unione di due sodalizi: la Polisportiva Bulciago, che vantava un'esperienza di 26 anni di sport agonistico e amatoriale nei settori atletica, calcio e ciclismo, e il Gruppo Sportivo Oratorio Bulciago. Dal 1º luglio 2011 la Polisportiva Oratorio Bulciago gestisce l'intero centro sportivo comunale di Bulciago, comprendente sia il palazzetto dello sport che il campo di calcio. Oggi la Polisportiva Oratorio Bulciago annovera tra le sue file oltre 200 atleti impegnati nei settori pallavolo femminile (6 squadre), pallavolo maschile (1 squadra) e Calcio maschile (6 squadre, cui vanno aggiunti gli atleti che giocano nelle file dell'As Barzago).